# Керамичка фабрика Рафајловића, Соколовића и Бејаза
Керамичка фабрика Рафајловића, Соколовића и Бејаза била је прва лесковачка фабрика црепа и цигле.

## Историјат
Основана је 1907. године, проширена је 1914, а 1925. године је добила двоспратну зграду. Користила је електрични погон и кружну пећ. Поред црепова и цигала, производила је и керамичке плочице и тањире. Запошљавала је велики број радника и доприносила економском развоју Лесковца. Престала је са радом након окупације Лесковца у Другом светском рату.